# Fort Macleod
Fort Macleod ist eine kleine Stadt im Südwesten der kanadischen Provinz Alberta. Sie liegt am Oldman River, 170 Kilometer südlich von Calgary und 50 Kilometer westlich von Lethbridge. Ihren Namen hat die Siedlung nach dem ehemaligen Lieutenant-Colonel und Commissioner James Farquharson Macleod der North West Mounted Police.

## Geschichte
Der Ort wurde 1884 gegründet, indem ein seit 1874 bestehendes Barackenlager der North West Mounted Police hierher verlegt wurde. Das Lager wurde auf einer Insel im Oldman River errichtet und zu einem Fort ausgebaut. Es war der erste Außenposten der North West Mounted Police im Westen Kanadas. 
Bereits am 31. Dezember 1892, als der Name der Ansiedlung noch Macleod war, erhielt die Ansiedlung den Status einer Stadt (Town) zuerkannt.
1897 wurde der Ort an das Eisenbahnnetz angeschlossen und wuchs bis 1912 sehr schnell. Danach stagnierte die Stadt, die Funktion eines regionalen Zentrums wurde vom benachbarten Lethbridge übernommen. Viele Gebäude blieben über viele Jahrzehnte unverändert stehen, so dass in den 1980er Jahren Fort Macleod zu Albertas erster Provincial Historic Area ernannt wurde.

## Demographie
Der Zensus im Jahr 2011 ergab für die Gemeinde eine Bevölkerungszahl von 3.117 Einwohnern. Die Bevölkerung der Gemeinde hatte dabei im Vergleich zum Zensus von 2006 um 1,5 % zugenommen, während die Bevölkerung in der Provinz British Alberta gleichzeitig um 10,5 % anwuchs.
Das Medianalter der Bevölkerung hier beträgt 43,5 Jahre (Männer=41,9; Frauen=44,6), während es in der restlichen Provinz 36,5 Jahre beträgt (Männer=35,9; Frauen=37,1).

## Verkehr
Durch Fort Macleod verläuft der CANAMEX Corridor. Diese Handelsroute wurde im Rahmen des Nordamerikanischen Freihandelsabkommens definiert und dient dem Transport zwischen Kanada, den Vereinigten Staaten und Mexiko.
Verkehrstechnisch wird die Gemeinde durch den Alberta Highway 2 und den Alberta Highway 3 (Crowsnest Highway) sowie eine Eisenbahnstrecke der Canadian Pacific Railway erschlossen.
Im Südosten der Gemeinde befindet sich örtliche Flugplatz, der Fort Macleod Airport (IATA: -, ICAO: -, Transport Canada Identifier: CEY3). Der Flugplatz verfügt nur über eine kurze asphaltierte Start- und Landebahn von weniger als 1000 Meter Länge.

## Persönlichkeiten
Die kanadische Musikerin Joni Mitchell stammt aus Fort Macleod.
Der erste Premierminister der Nordwest-Territorien, Sir Frederick Haultain hatte für längere Zeit seinen Wohnsitz in der Gemeinde.

## Trivia
Verschiedene Szenen des Films Brokeback Mountain wurden in Fort Macleod gedreht.